# Strzelec wyborowy (film 2005)
Strzelec wyborowy (ang. tytuł The Marksman) - film akcji produkcji amerykańsko-rumuńskiej z 6 września 2005 roku. Film wprowadzono na rynek bezpośrednio na DVD.
Zdjęcia do filmu nakręcono w Bukareszcie, w Rumunii. Filmu kręcono od października do grudnia 2004 roku.

## Fabuła
Źródło.
Malarz (Wesley Snipes) jako strzelec wyborowy zostaje wysłany do Czeczenii w celu zlikwidowania tamtejszej elektrowni jądrowej zanim terroryści uruchomią reaktor. Po naświetleniu celów amerykańskim rakietom, ucieka. Wówczas odkrywa, że to rakiety, a nie terroryści stanowią największe zagrożenie, które uruchomią reakcję jądrową. Malarz zdaje sobie sprawę, że został wrobiony. Główny bohater spróbuje rozbroić cel.

## Obsada
- Wesley Snipes jako malarz
- William Hope jako Jonathan Tensor
- Emma Samms jako Amanda Jacks
- Anthony Warren jako kapitan Naish
- Peter Youngblood Hills jako Hargreaves
- Ryan McCluskey jako Rodgers
- Warren Derosa jako Orin
- Christiaan Haig jako Hightop
- John Guerrasio jako Cummings
- Ian Ashpitel  jako Devro
- Peter Bradley Swander jako Hill
- Tim Abell jako Carter